# Das Foucaultsche Pendel
Der Roman Das Foucaultsche Pendel von Umberto Eco erschien 1988 im italienischen Original als Il pendolo di Foucault [il ˈpɛndolo di fuˈko]. Die deutsche Übersetzung von Burkhart Kroeber erschien 1989. In postmoderner Manier verbindet der Roman Motive des Abenteuer-, Historien- und Kriminalromans mit derart zahlreichen gelehrten Bezügen zu Geschichte, Verschwörungstheorien, Esoterik, Philosophie und Physik, dass der Schriftsteller Anthony Burgess vorschlug, das Buch solle als Enzyklopädie mit einem Register versehen werden.
Der Titel bezieht sich auf den bekannten Pendel-Versuch, mit dem der französische Physiker Léon Foucault 1851 die Erdrotation laientauglich zur Schau stellte.
Der Roman ist in zehn Teile gegliedert, die mit den zehn Sephiroth der jüdischen Mystik bezeichnet sind. Erzählt wird von einem fiktiven „Großen Plan“, den drei Freunde – anknüpfend an einen von ihnen durch ihre alltägliche Arbeit als Buchverlagsmitarbeiter vorgefundenen historisch-mystischen Bestand – als eine Art satirisches intellektuelles Spiel erschaffen. Der Plan erstreckt sich über Hunderte von Jahren und kombiniert Elemente aus verschiedenen Verschwörungstheorien. Diese Mega-Verschwörungstheorie wird jedoch von den Anhängern der bis dahin überkommenen Verschwörungstheorien geglaubt, was für die Protagonisten verhängnisvolle Konsequenzen hat.

## Handlung
Die Erzählung beginnt damit, dass der Ich-Erzähler Casaubon (eine Anspielung auf den Humanisten Isaac Casaubon und ein erstes Beispiel für die von Eco so geschätzte Intertextualität) sich abends nach Schließung in dem Pariser Musée des arts et métiers versteckt, einem Museum für Handwerk und Technik. Er glaubt, dass die nach ihrer Auflösung nahezu 700 Jahre im Verborgenen weiterexistierenden Tempelritter seinen Freund Jacopo Belbo wegen eines existentiellen Geheimnisses entführt hätten.
Die eigentliche Geschichte wird dann in wechselhaften Rückblenden erzählt.
In den siebziger Jahren schreibt Casaubon als Geschichtsstudent in Mailand an einer Dissertation über die Geschichte der Tempelritter. Über die angebliche Weiterexistenz des Ordens äußert er sich darin mit den Worten:
Die Templer waren ein monastischer Ritterorden, der existierte, solange er von der Kirche anerkannt wurde. Wenn die Kirche den Orden aufgelöst hatte, und das hatte sie vor siebenhundert Jahren getan, dann konnten die Templer nicht mehr existieren, und wenn sie noch existierten, dann waren sie keine Templer.

Casaubon begegnet in einer Bar Jacopo Belbo, der als Lektor im Verlag Garamond (eine Anspielung auf den französischen Schriftgießer und Verleger Claude Garamond; † 1561) arbeitet und ihn bittet, das Manuskript eines Buchs über die Templer zu begutachten. Im selben Verlag trifft Casaubon auf Belbos Kollegen Diotallevi, einen Kabbalisten.
Das Manuskript erweist sich, so Casaubons Urteil, als offensichtlicher Unsinn. Er bleibt aber weiter mit Belbo, Diotallevi und dem Verlag Garamond in Kontakt. Eines Tages ist Casaubon zufällig wieder bei Belbo, während ein gewisser Oberst Ardenti sein Buchprojekt vorstellt. Er vertritt die These, dass ein obskures, codiert abgefasstes Dokument einen Geheimplan der Tempelritter enthalte, mit dem sie erstens die Weltherrschaft erringen und sich zweitens für all das Unrecht rächen wollten, das sie bei der Auflösung des Ordens zu Beginn des vierzehnten Jahrhunderts erlitten hätten. Ardenti behauptet, die Templer seien die Hüter einer geheimen Energiequelle gewesen, die womöglich mit dem legendären heiligen Gral identisch sei. Gemäß diesem Plan seien einige Tempelritter der Verfolgung durch die französische Monarchie und die katholische Kirche entronnen und hätten überall auf der Welt geheime Zellen gegründet. Diese kleinen Grüppchen hätten sich in regelmäßig Zeitabständen – alle 120 Jahre – an unterschiedlichen Orten versammelt und Informationen über den Gral weitergegeben. Am Ende würden sich diese Zellen vereinen, den Aufenthaltsort des Grals offenbaren und die Weltherrschaft erringen. Nach Ardentis Berechnungen hätten die Templer ihre Herrschaft im Jahr 1944 antreten müssen – offenkundig sei ihr Plan jedoch unterbrochen worden.
Am selben Abend verschwindet Ardenti. Polizeiinspektor De Angelis vernimmt sowohl Belbo als auch Casaubon. Er macht Anspielungen, dass der Fall auch einen okkulten Hintergrund haben könnte. Beide Befragten erwähnen abredegemäß einen gewissen Teil ihrer Wahrnehmungen gegenüber De Angelis nicht.
In der Folgezeit geht Casaubon für zwei Jahre nach Brasilien, wo er Erfahrungen mit südamerikanischer und karibischer Spiritualität macht. Er hat eine Beziehung mit einer schönen, jungen, brasilianischen Kommunistin namens Amparo und trifft einen älteren Mann, der sich Agliè nennt und suggeriert, der geheimnisvolle Graf von Saint Germain zu sein, ein Abenteurer und Okkultist des 18. Jahrhunderts. Tatsächlich besitzt Agliè ein nachgerade enzyklopädisches Wissen über Esoterik, Geschichte und okkulte Wissenschaften. In Brasilien empfängt Casaubon einen Brief von Belbo, der beschreibt, wie er bei einem Okkultistentreffen erneut mit dem angeblichen Templerplan konfrontiert wurde, diesmal von einer jungen Frau in Trance vorgetragen. Amparo, die dergleichen immer für „Opium des Volkes“ gehalten hatte, gerät während einer Umbanda-Zeremonie ebenso in Trance und ist davon so schockiert, dass sie ihre Beziehung zu Casaubon abbricht.
Zurück in Mailand arbeitet Casaubon als Rechercheur und wird von Belbos Chef Garamond beauftragt, Illustrationen für einen von einer Stahlbaufirma in Auftrag gegebenen Bildband „Geschichte der Metalle“ zu suchen. Garamond ist zugleich Eigentümer eines Zuschussverlags, der Möchtegernschriftstellern das Geld aus der Tasche zieht. So kann er gleich zwei Reihen mit Büchern über Okkultismus und Esoterik publizieren, eine in seinem seriösen Verlag Garamond, die andere unter dem Titel „Die entschleierte Isis“ (eine Anspielung auf das gleichnamige Buch von Helena Blavatsky) in seinem weiteren Verlag Manuzio (eine Anspielung auf den venezianischen Buchdrucker und Verleger Aldus Manutius), um noch mehr zuschusswillige Autoren anzulocken.
Bald sind Belbo, Diotallevi und Casaubon nur noch mit gewaltigen Mengen okkulter Manuskripte befasst, die in zuweilen lächerlicher Weise die verschiedensten Verknüpfungen zwischen historischen Ereignissen herstellen. Zudem engagieren sie Agliè als Spezialisten, der ihnen als Gutachter Hinweise zu Wert oder Unwert eingereichter Manuskripte geben soll. Teils als Satire auf die Verschwörungstheorien, mit denen sie ihr Geld verdienen, teils als vermeintlich überlegenenes intellektuelles Spiel beginnen die drei ihre Version des „Großen Plans“ zu entwickeln. Ausgehend von Ardentis „geheimem Manuskript“ spinnen sie ein immer komplexer werdendes Netz geheimnisvoller Verbindungen. Dabei benutzen sie Belbos PC einer frühen Generation, der den Spitznamen Abulafia trägt. Der Rechner wird von Belbo so programmiert, dass er Verknüpfungen herstellt, die neue Inspirationen für den Plan liefern, indem er nach dem Zufallsprinzip Sequenzen aus echten esoterischen Schriften und Verschwörungstheorien mit logischen Operatoren („Die folgende Aussage ist unwahr“, „Wenn“, „Dann“), Plattitüden (z.B: „Die Templer haben mit allem zu tun“) und neutralen Daten (etwa: „Minnie ist die Verlobte von Micky Maus“) verknüpft, um so Texte und weitere Motive zu generieren.
Ihr erster Versuch führt nach großzügiger Interpretation der Ergebnisse zu einer Verschwörungstheorie, nach der Maria Magdalena die Geliebte Jesu Christi und das Gefäß seiner Nachkommen, also ihr Schoß der wahre Heilige Gral sein soll. (Das Buch Der Heilige Gral und seine Erben von Michael Baigent, Henry Lincoln und Richard Leigh, das diese These ernsthaft vertritt, wird im Motto des Kapitels 66 zitiert). Bereits früher hatte Casaubon zusammen mit seiner damaligen Partnerin Amparo die These aufgestellt, Jesus von Nazareth habe es gar nicht gegeben, sondern diese Figur sei von den vier Evangelisten Matthäus, Markus, Lukas und Johannes „erfunden“ worden. Sie seien dabei genauso vorgegangen wie Casaubon, Belbo und Diotallevi bei der Ausarbeitung des „Großen Plans“.
Langsam entwickelt sich dieser „Große Plan“ und viele Details ändern sich im Verlauf der Handlung. In der Endversion haben die Templer während der Kreuzzüge als „tellurische Ströme“ bezeichnete mysteriöse Energiequellen entdeckt, welche die Plattentektonik der Erdkruste beeinflussen und deren zentraler Erzgang als Umbilicus Mundi bezeichnet wird, als „Nabel der Welt“. Mittels eines speziellen Ventils würden die Templer nach Erfüllung ihres Plans in der Lage sein, diese tellurischen Ströme überall auf der Erde zu kontrollieren und zu beeinflussen, eine Fähigkeit, die ein gewaltiges Erpressungspotenzial biete. In Ermangelung hinreichend avancierter Technik konnten sie ihre Entdeckung aber im 14. Jahrhundert nicht benutzen – noch nicht; daher ihr geheimer Plan, das Wissen in Einzelteilen so zu tradieren, dass erst im Jahr 1944 die ganze Wahrheit ans Licht kommt.
Die Templer verbergen also ihre Entdeckung und lösen absichtlich die Vernichtung ihres Ordens aus, während sie gleichzeitig dessen Fortbestand in kleinen Zellen in Europa und dem Nahen Osten gewährleisten. Nach Ardentis Originalplan bekam jede Zelle ein Bruchstück der Information über die Entdeckung. Nach vielen Jahrhunderten, in denen die Zellen sich alle 120 Jahre an verschiedenen Orten trafen, um ihren Teil des „Großen Plans“ weiterzugeben und ihn so wie ein Puzzle zusammenzusetzen, würden sie sich alle vereinen und den Ort finden, wo der Umbilicus zu finden sei, um so die tellurische Energie kontrollieren und die Welt beherrschen zu können. Entscheidend für die Auffindung des Ortes sind eine spezielle Karte und das foucaultsche Pendel. Jedoch bringen nicht nur der Gregorianische Kalender, der in den einzelnen Ländern Europas zu unterschiedlichen Zeiten übernommen wurde, den elaborierten Zeitplan im sechzehnten Jahrhundert durcheinander, weshalb die Zellen den Kontakt miteinander verlieren. Auch der Zweite Weltkrieg sorgt für eine temporäre Verwirrung. So entstehen viele verschiedene Verschwörungen und Geheimgesellschaften, die sich gegenseitig im Lauf der Geschichte zu finden versuchen, um die Einheit des Templerordens wiederherzustellen – während wieder andere den Plan verwirren oder stören wollen.
Obwohl der Große Plan barer Unsinn ist und Ardentis Text, wie Casaubons Freundin Lia vermutet, in Wirklichkeit bloß auf einer Art Wäscheliste beruht, verwickeln sich die drei Protagonisten mehr und mehr in ihre eigenen Phantastereien.
Sie schicken ihre Chronologie der angeblichen Geheimgesellschaften in der Nachfolge des Templer-Plans an Agliè, ganz als ob sie aus einem dem Verlag angebotenen Manuskript stammen würde. Diese Chronologie umfasst unter anderem Rosenkreuzer, Paulikianer und Synarchisten, doch erfinden sie außerdem eine geheime Gesellschaft, die sie die Tres nennen (Templi Resurgentes Equites Synarchici, lat. „Wiedergeborene Synarchistische Tempelritter“). Damit wollen sie Agliè hereinlegen, aber der behauptet, er könne sich dunkel an einen Geheimbund dieses Namens erinnern. In Wahrheit ist der Name tatsächlich nicht fiktional, vielmehr hatte der Polizist De Angelis Causaubon bei einem zufälligen Treffen gefragt, ob er je davon gehört habe.
Belbo erzählt nun Agliè von dem „Großen Plan“, ganz als ob er das Ergebnis ernsthafter Forschung wäre, und dass er im Besitz einer geheimen Karte der Templer sei. Weil Belbo ihm diese aber nicht zeigt, bezichtigt Agliè ihn als Terrorverdächtigen, um ihn zu zwingen, nach Paris zu kommen – dabei stellt sich heraus, dass er selbst der Kopf einer spirituellen Bruderschaft ist.

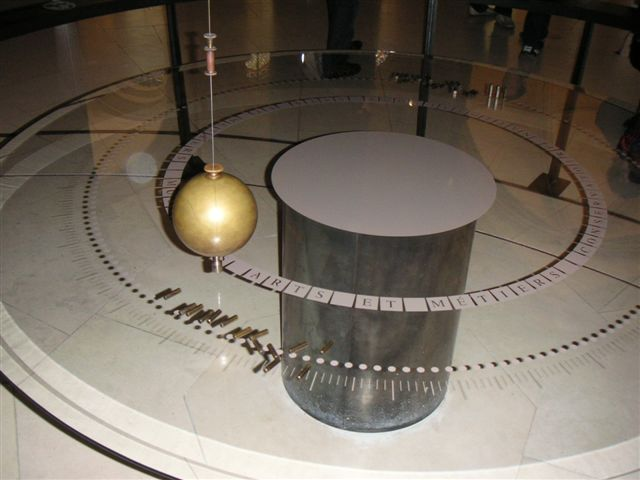
Das foucaultsche Pendel im Musée des arts et métiers in Paris

Casaubon reist nach einem Hilferuf Belbos ebenfalls nach Paris. Hier wird an die Szene angeknüpft, mit welcher der Roman beginnt. Zur verabredeten Stunde versammeln sich diverse Leute um das Pendel zu einem geheimnisvollen Ritual. Garamond und viele seiner Autoren befinden sich neben Agliè unter den Anwesenden. Dieser überschaubare Kreis, der zumeist aus Personen besteht, die bereits vorher im Roman eine Rolle spielten, beansprucht, die Tres aus dem Plan zu sein. Befremdlich wirkt dabei nicht nur, dass man sich die „geheimen Herren der Welt“ anders vorstellt, sondern auch, dass die meisten sich von ihrer offenbar neuen Funktion überrascht zeigen. Casaubon sieht, wie mehrere ektoplasmische Gestalten auftauchen, von denen eine behauptet, der echte Graf von Saint Germain zu sein, und Agliè so vor den Augen seiner Anhänger desavouiert. Belbo wird vorgeführt und soll verhört werden, da er zur großen Verärgerung der Tres mehr über den Großen Plan zu wissen scheint als sie. Sie versuchen ihn zu zwingen, weitere Geheimnisse dieses Plans zu offenbaren, doch Belbo weigert sich und stirbt, erhängt am Kabel des Foucaultschen Pendels.
Casaubon flieht durch die Pariser Kanalisation, und der Roman endet damit, wie er über die vergangenen wechselvollen Ereignisse nachdenkt und allem Anschein nach darauf wartet, dass die Tres ihn fangen. Er liest das letzte Kapitel in Belbos Jugenderinnerungen, in dem Belbo im April 1945 bei einer Beisetzung antifaschistischer Partisanen einen Moment der Erfüllung findet. Darin erkennt Casaubon den „entscheidende[n] Augenblick, der Geburt und Tod rechtfertigt“, ein Geheimnis, dessen Offenbarung von der eigenen Erkenntnisfähigkeit abhängig ist.

## Literarische Kritik
In den Medien wurde Ecos Roman zumeist positiv rezensiert, weil er eine erstaunliche Menge an Gelehrsamkeit mit einer überaus spannenden Handlung zu verbinden verstehe. Anders als die meisten Verfasser von Kriminal- oder Verschwörungsromanen benutze er darüber hinaus das Geheimnisvolle als Hintergrund für eine psychologische Entwicklung seiner Protagonisten. Dies gelte insbesondere für Belbo, von dessen Kindheit gegen Ende des Zweiten Weltkriegs ein längerer und, wie manche meinen, autobiographischer Abschnitt handelt, aber auch für Amparo, die als äußerst materialistische, marxistische junge Frau eingeführt wird, dann aber eine Persönlichkeitskrise durchlebt, als sie mit Geheimnissen und Verschwörungstheorien konfrontiert wird.
Auch mit den zahlreichen Sachinformationen wisse Eco ein postmodernes Spiel zu treiben. Dass die Tempelritter und ihre mehr oder weniger imaginären Nachfolger auf der Suche nach dem Umbilicus Telluris, dem Nabel der Erde, ausgerechnet des titelgebenden Experiments aus dem Jahr 1851 bedürften, habe durchaus einen Sinn: Das Pendel demonstriere nämlich, wie die Erde sich unter ihnen drehe. Der einzig feststehende Punkt bei diesem Experiment ist der Aufhängepunkt des Pendels, der somit in gewisser Weise tatsächlich eine Art Nabel der Welt bilde. Die – im Buch auch angesprochene – Pointe sei dabei, dass sich ein Pendel überall aufhängen lässt, dass also jeder beliebige Punkt der Erde der „einzig feststehende“ werden kann.
Im Gegensatz zu Dan Browns Bestseller Da Vinci Code, in dessen Handlung sich die Verschwörungstheorien bestätigen, geht es jedoch bei Eco um die Fiktionalität von Verschwörungstheorien und die Beliebigkeit, mit der sich historische Tatsachen zu irrealen Verschwörungen zusammenimaginieren lassen. Der Roman kann als Satire oder Polemik gegen die gesamte Esoterik interpretiert werden. Diese weist nicht nur zahlreiche Parallelen zum Italienischen Faschismus und zu Belbos Jugendgeschichte im Jahre 1944 auf, sondern deren Vertreter planen auch einen Anschlag mittels einer Kofferbombe im Zug nach Bologna (vergleichbar dem tatsächlichen Anschlag von Bologna 1980).
Der Vergleich mit dem Da Vinci Code drängt sich auf, da für beide Romane das Buch Der Heilige Gral und seine Erben eine wichtige Quelle war. Es wird von seriösen Kritikern als Musterbeispiel für Pseudowissenschaft und Verschwörungstheorie angesehen. Während Dan Brown die Inhalte dennoch als realistisch wiedergibt, führt Umberto Eco die Inhalte und vor allem die Arbeitsweise der Autoren ins Lächerliche. Das Foucaultsche Pendel kann als Satire auf Der Heilige Gral und seine Erben angesehen werden. Umberto Eco zeigt mit seinem Roman das negative Potential auf, das durch unwissenschaftliche Arbeit, erkenntnistheoretische Mängel und daraus folgende Falschinformationen entstehen kann.
Eine vernichtende Kritik des Romans erfolgte im Literarischen Quartett. Marcel Reich-Ranicki erklärte, bei der Lektüre gelitten zu haben, und bezeichnete sich als Opfer des Buches. Hellmuth Karasek vermisste eine Widerspiegelung der Realität, warf dem Roman vor, unfreiwillig komisch zu sein, und nannte die beschriebene Weltverschwörung, die darauf beruhe, ein erlittenes Unrecht erst Jahrhunderte später zu rächen, absurd. Der Roman liefere Argumente für eine Gegenaufklärung, obwohl er vorgebe, diese Gegenaufklärung zu bekämpfen. Viel Schaden könne das Buch aber nicht anrichten, dazu sei es zu langweilig; höchstens sei es eine „Bedrohung für den Gabentisch“. Sigrid Löffler nannte als Grunddilemma den aufklärerischen Anspruch des Buches, das vorgebe, Geheimlehren und falsches Denken entlarven zu wollen, in Wahrheit aber auf dieses falsche Denken selbst hereinfalle. Jurek Becker sah in dem Roman eher ein kalkuliertes Industrieprodukt als Literatur, erklärte aber zugleich, das Buch nicht gelesen zu haben.
Eco selbst bezeichnete in einem Interview den Roman als seinen liebsten und reifsten.

## Verschwörungen
Es folgen einige der Verschwörungen und Geheimgesellschaften, die im Foucaultschen Pendel eine Rolle spielen:
- Die Tempelritter als Hauptverschwörer
- Die Rosenkreuzer
- Die Gnostiker
- Die Freimaurer
- Die Illuminaten
- Die Weisen von Zion
- Die Assassinen von Alamut
- Die Kabbalisten
- Die Katharer
- Die Jesuiten

## Auszeichnungen
Der Roman wurde 1989 mit dem bedeutenden italienischen Literaturpreis Premio Bancarella ausgezeichnet.

## Ausgaben
- Umberto Eco: Il pendolo di Foucault. Bompiani, Mailand 1988
- Umberto Eco: Das Foucaultsche Pendel, übers. v. Burkhart Kroeber. Hanser, München 1989 (21 Wochen lang in den Jahren 1989 und 1990 auf dem Platz 1 der Spiegel-Bestsellerliste); dtv 1992 ff.

## Sekundärliteratur
- Luigi Bauco und Francesco Millocca: Das Geheimnis des Pendels – entschlüsselt. Zu Umberto Ecos neuem Weltbestseller »Das Foucaultsche Pendel«. (Italienischer Originaltitel: Dizionario del pendolo di Foucault. Ferrara 1989) Hrsg. und übersetzt von Jakob Haselhuber, München 1990, ISBN 3-453-04324-3 (Wörterbuch, in dem die wichtigsten Personen und Schlagworte kurz und knapp erläutert werden; zwar ohne bibliografische Nachweise, aber recht zuverlässig)
- Max Kerner und Beate Wunsch: Welt als Rätsel und Geheimnis? Studien und Materialien zu Umbertos Ecos Foucaultschem Pendel. Frankfurt am Main 1996, ISBN 3-631-49480-7 (mit Aufsätzen zu den Templern, der Hermetik und der Kabbala)

## Hörspiel
- Das Foucaultsche Pendel, Hörspielbearbeitung von Richard Hey, Regie Otto Düben, WDR/BR 1990, Hörverlag, München 1996, 3 CDs